# Neuhaus am Rennweg
Neuhaus am Rennweg – miasto w Niemczech, w kraju związkowym Turyngia, w powiecie Sonneberg. W 2009 liczyło 5 468 mieszkańców.
Miasto pełni funkcję "gminy realizującej" (niem. "erfüllende Gemeinde") dla gminy wiejskiej Goldisthal. Do 30 grudnia 2012 pełniło również taką funkcję dla gmin Scheibe-Alsbach oraz Siegmundsburg. Dzień później obie gminy zostały przyłączone do miasta i stały się automatycznie jego dzielnicami.
1 grudnia 2011 do miasta przyłączono gminę Steinheid. 1 stycznia 2019 natomiast przyłączono gminy Lichte i Piesau z powiatu Saalfeld-Rudolstadt.

## Współpraca
Miejscowość partnerska:
- Dietzenbach, Hesja